# Lužianky (stacja kolejowa)
Lužianky (słowacki: Železničná stanica Lužianky) – stacja kolejowa w miejscowości Lužianky, w kraju nitrzańskim, na Słowacji.
Jest węzłem kolejowym na liniach 140 Nové Zámky – Prievidza i 141 Leopoldov – Kozárovce. 

## Historia
Stacja została otwarta w maju 1881. Początkowo nazwana została Uzbégh, a następnie Zbehy. Jej ostateczna nazwa została wprowadzona w dniu 3 października 1948. W tym samym dniu również zmieniono nazwę miejscowości: Šarlužky – Kajsa na Lužianky. Oryginalna stacja miała dwa główne tory i jeden ślepy. Linia Leopoldov - Lužianky została otwarta w 1898 roku, a trasa Lužianky - Zlaté Moravce dopiero 1938 roku. W 1912 roku stacja została przedłużona o 500 metrów w kierunku Nitry, a jednocześnie została rozbudowana do 6 torów.

## Linie kolejowe
- 140 Nové Zámky – Prievidza
- 141 Leopoldov – Kozárovce